# Flinn Lazier
Flinn Lazier (Vail, Colorado, 4 april 1999) is een Amerikaans autocoureur. Hij is afkomstig uit een autosportfamilie; zijn vader Buddy, zijn grootvader Bob en zijn oom Jaques zijn allemaal in de sport actief geweest.

## Carrière
Lazier maakte zijn autosportdebuut in 2015 in het Formule Vee-staatskampioenschap van Colorado. Hij debuteerde tegen het eind van het seizoen op de High Plains Raceway, waar hij alle vier de arces wist te winnen. In 2016 werd hij uiteindelijk gekroond tot kampioen in deze klasse. Dat jaar kwam hij ook uit in de SCCA National Championship Runoffs, waarin hij als tweede eindigde in de race op de Mid-Ohio Sports Car Course.
In 2017 begon Lazier het seizoen in de SCCA regional Formula Enterprises. Later dat jaar debuteerde hij in de U.S. F2000 bij het team Newman Wachs Racing tijdens het weekend op het Barber Motorsports Park. In de eerste race kwam hij niet aan de finish, terwijl hij in de tweede race twaalfde werd. Ook debuteerde hij dat jaar in het Amerikaanse Formule 4-kampioenschap bij Group A Racing tijdens het weekend op de Indianapolis Motor Speedway, waarin hij de eerste twee races als vijfde en zesde eindigde, maar in de laatste race uitviel.
In 2018 kwam Lazier uit in de Formula Enterprises 2-klasse van het SCCA Majors Championship Nationwide, waarin hij tiende werd. Ook nam hij deel aan de SCCA National Championship Runoffs, die hij wist te winnen. In 2019 kwam hij opnieuw uit in beide kampioenschappen, maar ditmaal in de Formula Atlantic-klasse. Opnieuw werd hij tiende in de Nationwide en behaalde hij de titel in de Runoffs. Verder nam hij dat jaar deel aan de Atlantic Championship voor K-Hill Motorsports. Hij won een race op Watkins Glen International en stond in drie andere races op het podium, waardoor hij met 177 punten zesde werd in de eindstand.
In 2020 reed Lazier enkel in de Formula Atlantic-klasse van de SCCA National Championship Runoffs op Road America, waarin hij niet aan de finish kwam, en in de TA2-klasse van de Trans-Am Series, eveneens op Road America, waarin hij eveneens niet wist te finishen. In 2021 reed hij in de eerste twee raceweekenden van het Indy Pro 2000 Championship bij Legacy Autosport. Een negende plaats op Barber was zijn beste resultaat en hij werd met 37 punten zestiende in het klassement. In 2022 maakte hij tegen het eind van het seizoen zijn debuut in de Indy Lights bij Abel Motorsports tijdens de laatste twee weekenden op de Portland International Raceway en op Laguna Seca.